# Muggån
Muggån är ett tio kilometer långt vattendrag i Överkalix kommun i Norrbottens län. Vattendraget har Kalixälven som huvudavrinningsområde samt är (som alla vattendrag i Sverige) drabbat av miljögifter och förändrade habitat.